# Papua-Nova Guiné nos Jogos Olímpicos de Verão de 2016
Papua-Nova Guiné participou dos Jogos Olímpicos de Verão de 2016, que foram realizados na cidade do Rio de Janeiro, no Brasil, entre os dias 5 e 21 de agosto de 2016.